# Lepidochrysops carsoni
Lepidochrysops carsoni är en fjärilsart som beskrevs av Butler 1901. Lepidochrysops carsoni ingår i släktet Lepidochrysops och familjen juvelvingar. Inga underarter finns listade i Catalogue of Life.